# William Cavendish, 4. Duke of Devonshire

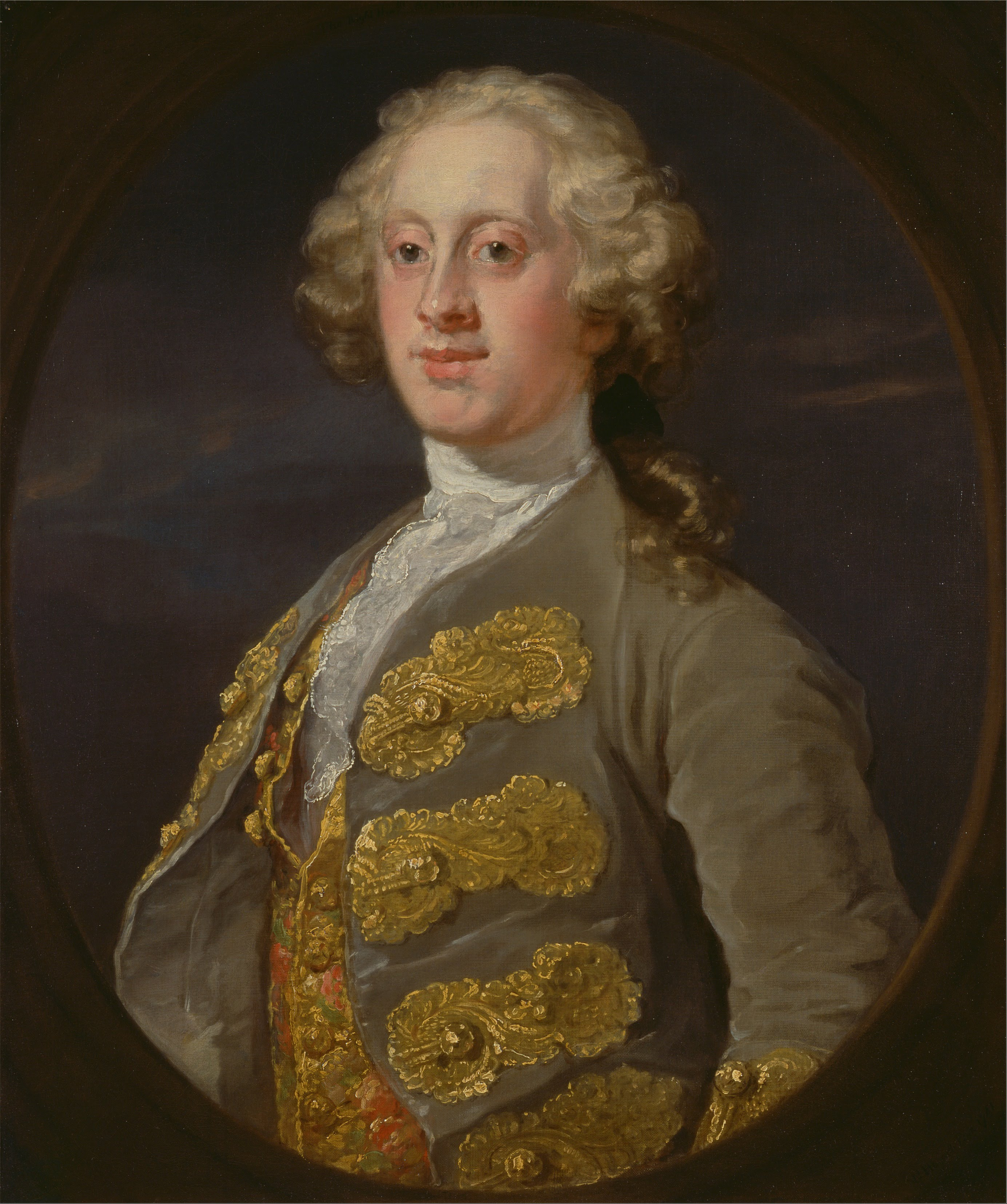
Gemälde von William Hogarth, 1741

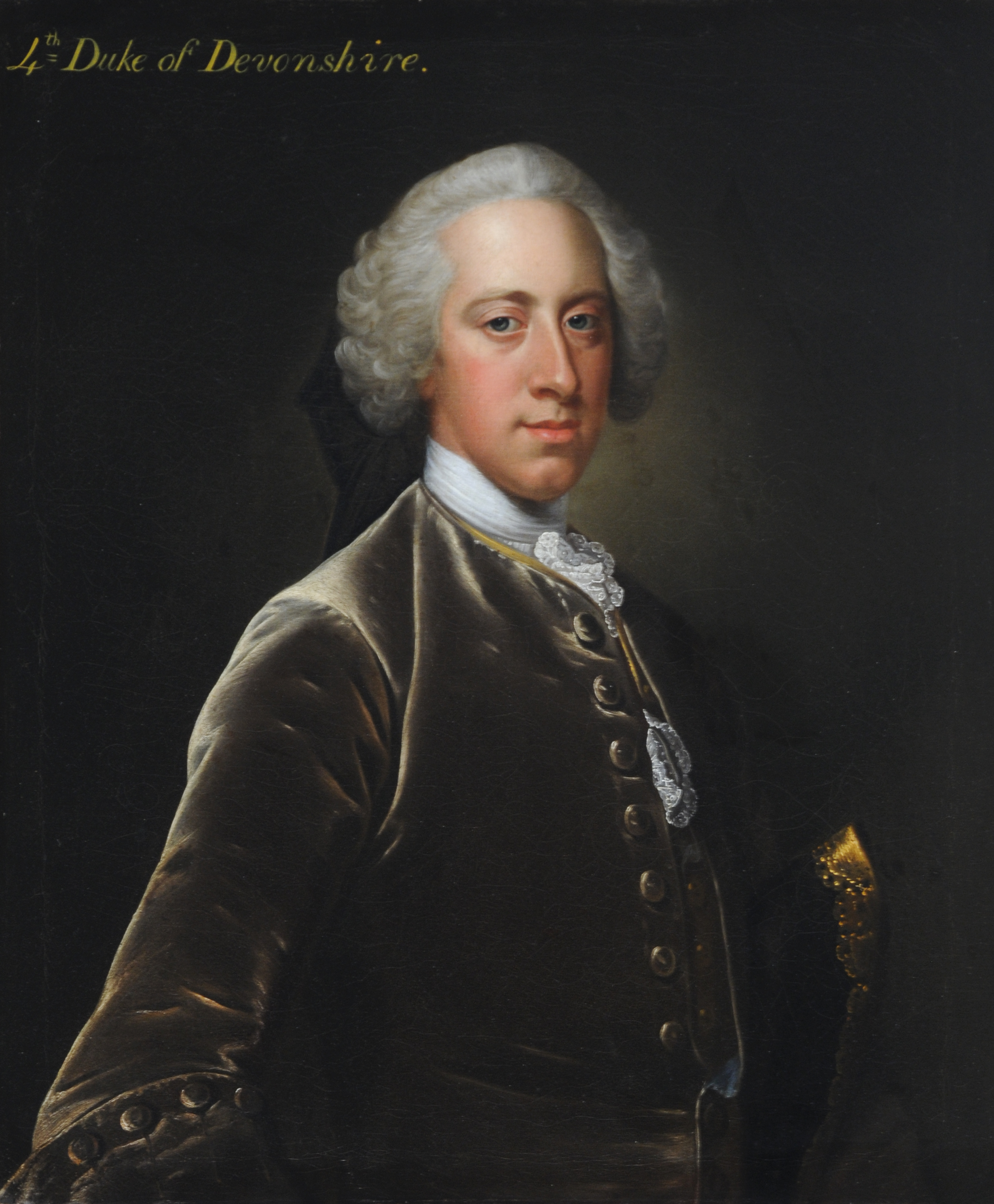
Gemälde von Thomas Hudson

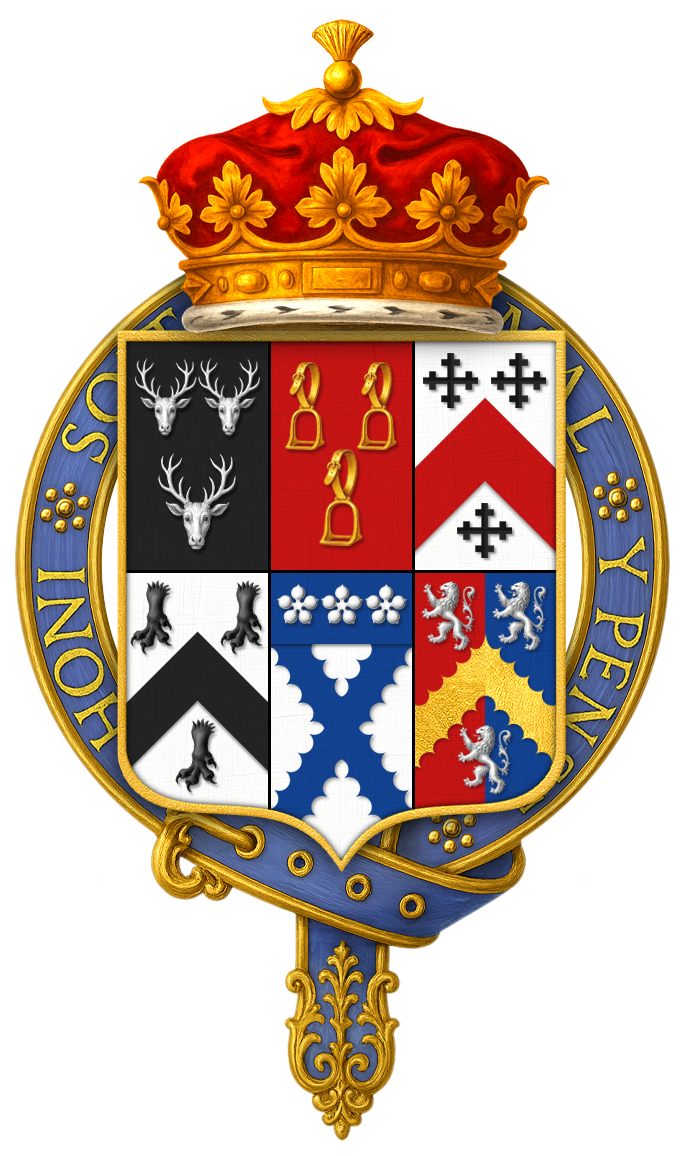
Wappen des William Cavendish, 4. Duke of Devonshire

William Cavendish, 4. Duke of Devonshire (* 8. Mai 1720; † 2. Oktober 1764 in Spa) war ein britischer Staatsmann der Whig-Partei, der schließlich nomineller Premierminister wurde.

## Leben
William Cavendish war ein Sohn des William Cavendish, 3. Duke of Devonshire, und dessen Gemahlin Catherine Hoskins. Als Heir apparent seines Vaters führte er von 1729 bis 1755 den Höflichkeitstitel Marquess of Hartington.
Von 1741 bis 1747 war er als Knight of the Shire für Derbyshire Mitglied des House of Commons. 1751 wurde ihm aufgrund eines besonderen königlichen Beschlusses (Writ of Acceleration) der Titel eines Baron Cavendish of Hardwick, ein nachgeordneter Titel seines Vaters, übertragen. Er schied dadurch aus dem House of Commons aus und erhielt einen Sitz im House of Lords. Vom 2. April 1755 bis zum 3. Januar 1757 war Cavendish Lord Lieutenant of Ireland. Beim Tod seines Vaters erbte er 1755 dessen übrige Adelstitel als 4. Duke of Devonshire. 1756 wurde er zum Knight Companion des Hosenbandordens und zum Schatzkanzler ernannt. Diese Funktion hatte er bis zum Mai 1757 in einer Regierung inne, die de facto von William Pitt dem Älteren geführt wurde. Die meisten Historiker sehen Cavendish in diesem Zeitraum als Premierminister an.
Der Duke engagierte den Landschaftsgärtner Capability Brown, den Garten und den Park von Chatsworth House, seinem Hauptwohnsitz, zu gestalten.

## Familie und Nachkommen
Er war mit Lady Charlotte Boyle (1731–1754) verheiratet, Tochter und Erbin von Richard Boyle, 3. Earl of Burlington. Sie war eine bekannte Architektin und Kunstsammlerin. Durch sie erbten die Devonshires Chiswick House und Burlington House in London, Bolton Abbey und Londesborough Hall in Yorkshire und Lismore Castle in der Grafschaft Waterford in Irland.
Aus der Ehe stammten folgende Kinder:
- William Cavendish, 5. Duke of Devonshire (1748–1811)
- Lady Dorothy Cavendish (1750–1794) ⚭ 1766 William Henry Cavendish-Bentinck, 3. Duke of Portland
- Lord Richard Cavendish (1751–1781)
- George Augustus Henry Cavendish, 1. Earl of Burlington (1754–1834)